# Małgorzata Bielecka
Małgorzata Joanna Bielecka (ur. 9 maja 1961 w Kielcach) – polska artystka plastyk, profesor sztuk plastycznych.

## Życiorys
W 1980 ukończyła V Liceum Ogólnokształcące im. ks. Piotra Ściegiennego w Kielcach. W latach 1981–1987 odbyła studia w zakresie wychowania plastycznego na Uniwersytecie Marii Curie-Skłodowskiej w Lublinie. Dyplom z malarstwa uzyskała w pracowni prof. Ryszarda Lisa. Kwalifikacje I stopnia zdobyła w 1997 w Akademii Sztuk Pięknych w Krakowie, a następnie przeprowadziła przewód kwalifikacyjny II stopnia. 23 grudnia 2010 otrzymała tytuł profesora sztuk plastycznych.
W latach 1988–1989 pracowała jako nauczycielka wychowania plastycznego w I Liceum Ogólnokształcącym im. Stefana Żeromskiego w Kielcach. W 1989 podjęła pracę w Wyższej Szkole Pedagogicznej w Kielcach, przekształconej następnie w Akademię Świętokrzyską i Uniwersytet Jana Kochanowskiego. Początkowo zatrudniona była na stanowisku asystenta, a następnie adiunkta (1998) i profesora. Związana jest z Instytutem Sztuk Pięknych, którego była dyrektorem. Pełniła również funkcję prodziekana Wydziału Pedagogicznego i Artystycznego.
Uprawia malarstwo sztalugowe. Zrealizowała 35 wystaw indywidualnych, które były prezentowane w Polsce, Rosji, Niemczech i Włoszech. Wzięła udział w ponad 100 zbiorowych prezentacjach twórczości plastycznej, konkursach, międzynarodowych sympozjach i projektach artystycznych, odbywających się m.in. w USA, Danii, Belgii i Szwecji. Została odznaczona Brązowym Medalem „Zasłużony Kulturze Gloria Artis” (2008).